# 제국관구

1560년의 제국 관구의 지도
----
부르군트 관구
라인강 하류-베스트팔렌 관구
선제후 라인 관구
라인강 상류 관구
니더작센 관구
오버작센 관구
프랑켄 관구
슈바벤 관구
바이에른 관구
오스트리아 관구
비관구 지역

제국관구(Circuli imperii, Reichskreise; 단수형 Circulus imperii, Reichskreis)는 근세 기간 신성로마제국의 행정조직으로서, 공동의 방어 구조 설립과 제국 세금의 확보를 주 목적으로 만들어졌다. 제국 의회와 신성 로마 제국 최고 법원에서 조직의 수단으로도 사용되었다. 각각의 관구는 관구 의회를 지녔고, 관구 의회의 모든 참가자들이 제국 의회에도 참가권을 지닌 것은 아니였다.

## 형태
처음에는 1500년 아우크스부르크 의회에서 제국 개혁의 일환으로 6개의 제국 관구가 세워졌다:
- 바이에른 관구
- 프랑켄 관구
- 작센 관구
- 슈바벤 관구
- 라인강 상류 관구
- 라인강 하류-베스트팔렌 관구

본래 합스부르크 가문과 선제후들이 지닌 영토들은 비관구지역으로 남았었다. 1512년에 트리어와 쾰른 의회는 그 지역들에 세 개의 추가적인 관구를 조직했다:
- 오스트리아 관구 : 막시밀리안 1세가 상속받은 합스부르크 영토가 포함
- 부르군트 관구 : 막시밀리안의 부인 부귀공 마리의 세습령 포함
- 선제후 라인 관구 : 교권 선제후인 마인츠, 쾰른, 트리어와 세속 선제후국 팔츠 선제후국이 포함

또한 작센 관구가 분리되었다:
- 니더작센 관구
- 오버작센 관구 - 선제후국들인 작센과 브란덴부르크 포함

막시밀리안의 부르고뉴 유산에 대한 프랑스의 주장이 커져감을 고려하여, 1512년 제국 의회는 마지막 법률로 독일 국가의 신성 로마 제국(라틴어: Sacrum Imperium Romanum Nationis Germanicæ)라는 명칭을 공식적으로 적용시켰다.
신성 로마 제국이 1581년에 네덜란드 7개주 연합공화국의 분리 독립 이후와 네이메헌 조약으로 인한 프랑스의 병합등으로 일부 서부 지역의 영토를 잃었음에도 10개의 제국 관구는 프랑스 혁명 전쟁의 유럽의 정치 지도가 크게 바뀐 1790년대 초까지 커다란 변화없이 남아있었다.

## 비관구 지역
많은 수의 제국 영토가 비관구 지역으로 남았으며, 대표적으로 보헤미아 왕령지, 구스위스 연방, 이탈리아 왕국이 그러했다. 이뿐만이 아니라, 개인의 제국령과 개인의 제국 기사가 소유한 영지 같은 제국 자유령을 보유한 상당한 수의 소규모 영토들도 있었다.

## 참고 서적
동시대 (1500–1806)의 서적과 원자료:
- Wolfgang Wüst (ed.): Die "gute" Policey im Reichskreis. Zur frühmodernen Normensetzung in den Kernregionen des Alten Reiches, edition of primary sources in four volumes, vol. 1: Der Schwäbische Reichskreis, unter besonderer Berücksichtigung Bayerisch-Schwabens, Berlin 2001; vol. 2: Der Fränkische Reichskreis, Berlin 2003; vol. 3: Der Bayerische Reichskreis und die Oberpfalz, Berlin 2004; vol.: Die lokale Policey: Normensetzung und Ordnungspolitik auf dem Lande. Ein Quellenwerk, Berlin 2008.
- Hernach volgend die Zehen Krayß, 1532.
- Johannes Alhusius: Politica methodice digesta. 3.Aufl., Herborn 1614.
- Martin Zeiller: Von den zehn Kreisen. 1660, 1694.
- Johann Samuel Tromsdorff: Accurate neue und alte Geographie von ganz Teutschland. Frankfurt 1711 (pp. 128ff).
- "Creiß" in: Zedler, Grosses vollständiges Universallexikon aller Wissenschaften und Künste, vol. 6 (Ci – Cz), 1733.